# Tháp Mường Luân
Tháp Mường Luân là một di tích kiến trúc nghệ thuật cổ tại vùng đất bản Mường Luân 1 xã Mường Luân huyện Điện Biên Đông, tỉnh Điện Biên, Việt Nam.
Tháp Mường Luân nằm ở chân núi Hủa Ta, trên bờ dòng Nậm Ma (sông Mã). Hủa Ta theo tiếng Thái có nghĩa là núi Đầu Nguồn.
Tháp được Nhà nước xếp hạng di tích lịch sử văn hoá cấp I, cấp quốc gia tại Quyết định số 10/QĐ-VH-TT ngày 9/2/1981.

## Vị trí
Từ trung tâm thành phố Điện Biên Phủ đi đến di tích khoảng 75 km. Từ thành phố đi theo quốc lộ 279 về phía nam đến ngã ba Pom Lót thì rẽ trái sang tỉnh lộ 130, đi theo hướng đông qua Na Sang, vượt dốc Keo Lôm (Thung Gió), đi đến ngã ba ở bản Suối Lư thì rẽ hướng đông nam đến Mường Luân .

## Lịch sử
Tháp được xây dựng vào giữa thế kỷ 16. Theo những người cao niên tại Mường Luân cho biết thì bản thân họ cũng chỉ được nghe các cụ truyền lại câu chuyện về tháp. Công trình tháp là thành quả lao động của một bộ phận người Lào cùng với người dân địa phương xây dựng trong nhiều năm. Nó thể hiện tình đoàn kết 2 dân tộc Việt - Lào, và chứa đựng giá trị tâm linh.

## Hiện tại
Tháp có kiến trúc theo hình vuông, hiện vẫn giữ được kết cấu hoa văn nguyên bản.
Tháp cao 15,5m, chia làm 3 phần chính là bệ tháp, thân tháp và ngọn tháp. Bệ tháp hình vuông mỗi chiều rộng 8 m, cao 1 m, xây bằng hai loại gạch chỉ khác nhau, được trạm khắc hoa văn, hoạ tiết cách điệu rất cầu kỳ thể hiện được sự khéo léo và tinh tế. Thân tháp chia làm 4 tầng, xung quanh đắp nổi các hoạ tiết cách điệu gồm chim bay, rồng cuốn, quả trám, cánh sen, lưỡi mác, mặt trời và lắp các gương con...